# 新奧爾良洛約拉大學
新奧爾良洛約拉大學（Loyola University New Orleans）是位於美國路易斯安那州新奧爾良的一所私立天主教大學，由耶穌會成立於1904年，1912年升格為大學。2015年《美國新聞與世界報道》在“南部地區大學”排名中將其列在第11位。

## 歷史

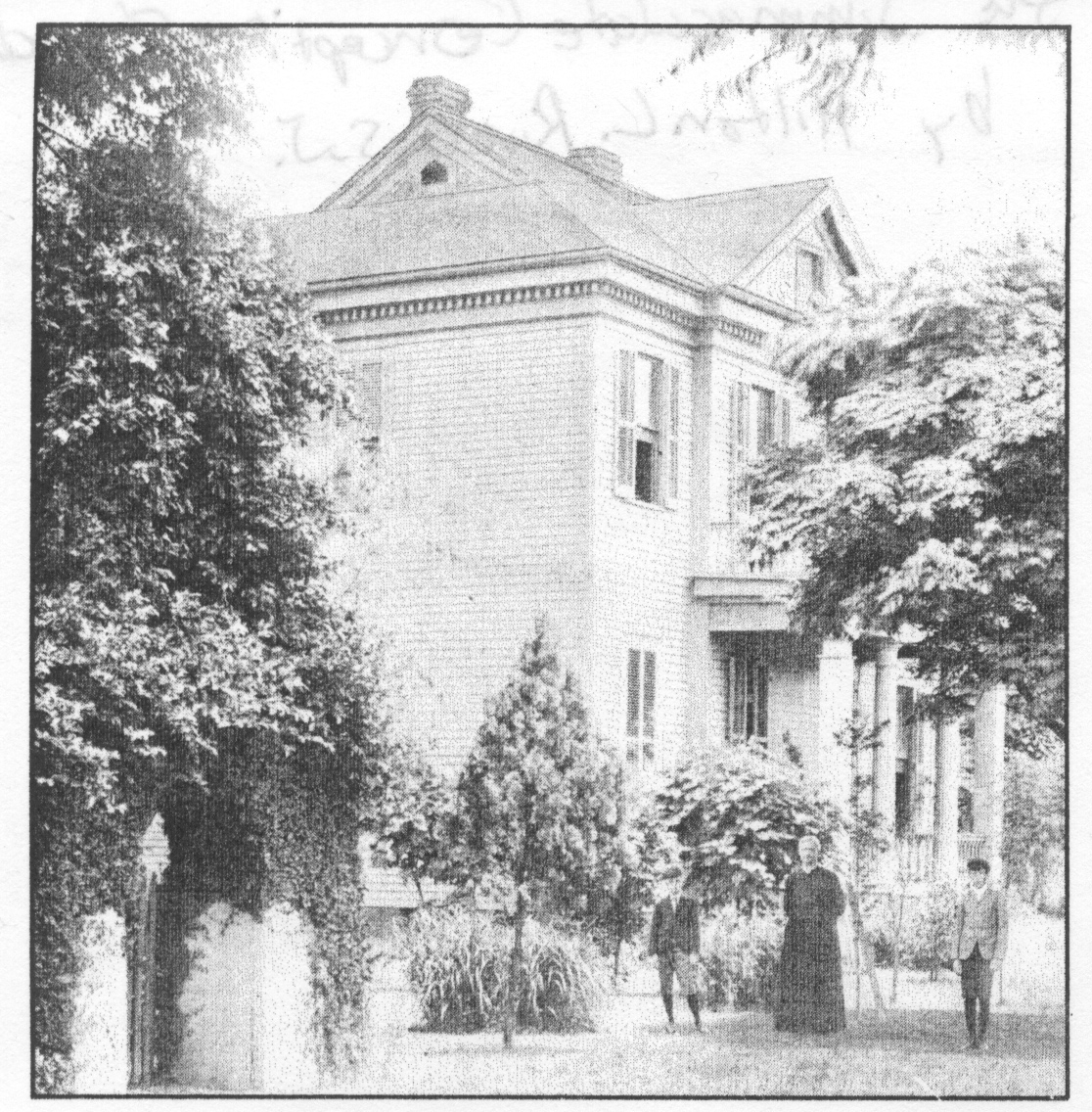
1904年成立的洛約拉學院

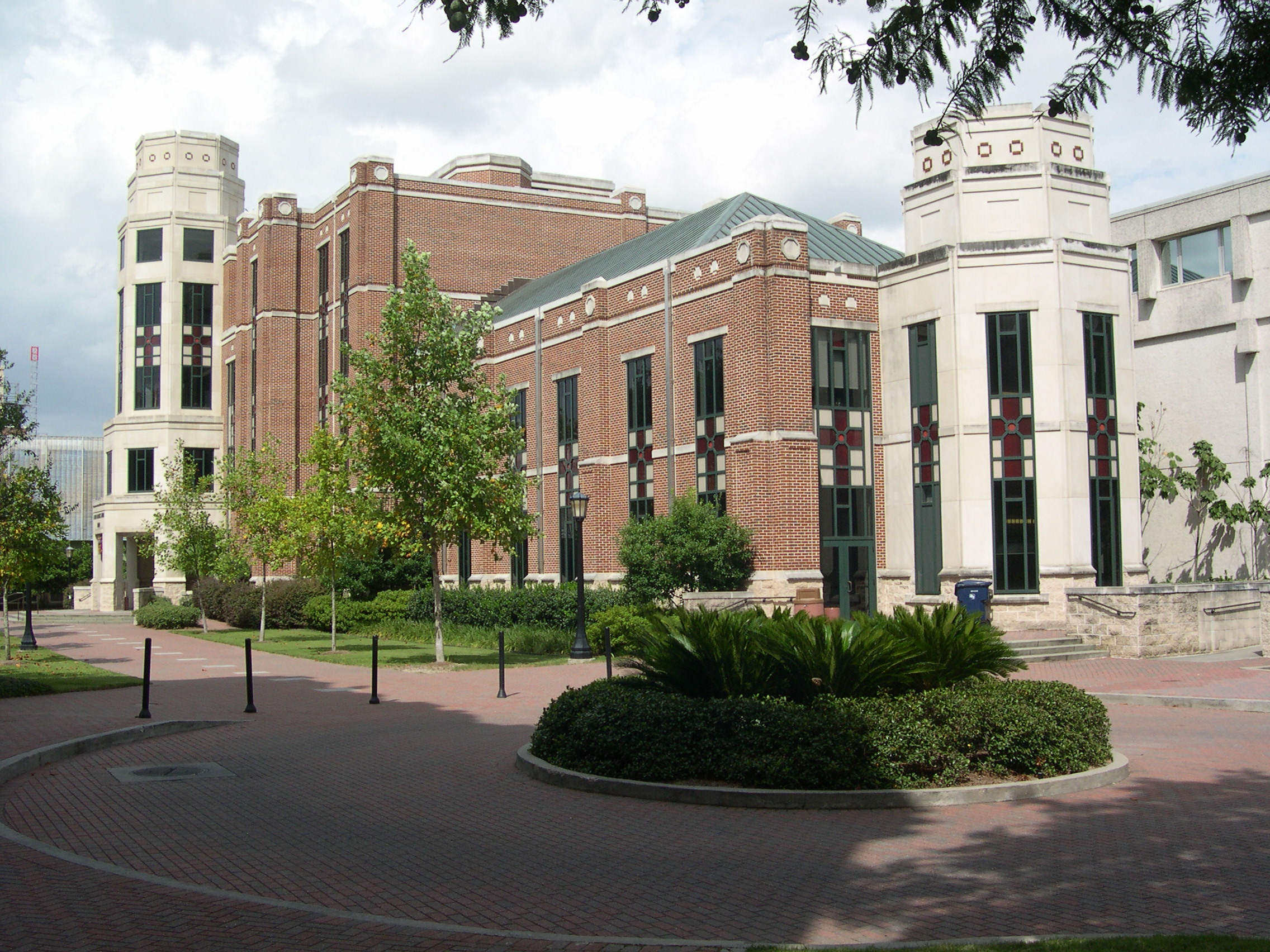
大學圖書館“J. Edgar and Louise S. Monroe Library”

18世紀早期耶穌會隨著最早的移民潮進入新奧爾良地區， 1904年他們在福切爾種植園（Foucher Plantation）的基礎上成立了洛約拉學院（Loyola College） ，此即該大學的前身。 1912年7月10日升格為大學。
最初該大學只有文學院和理學院，到1914年才增設法學院和牙醫學院，1919年增加藥劑學院。 1920年代開設廣播，是美國深南最早架設廣播的組織。 隨著1930年代橄欖球運動的衰退，該大學得以建造更多的建築物，經營管理學院的大樓就是這一時期建起的。
二戰之後學校人數增加，大學紀念圖書館（Memorial Library）建成于這一時期，但藥劑學院和牙醫學院分別在1965年和1970年關閉。另一所圖書館“J. Edgar and Louise S. Monroe Library”則建造于1993年。1984年買下新奧爾良百老匯街（Broadway Street）的聖瑪麗道明學院（St. Mary's Dominican College）的產業，開設了第二個校區。
2005年8月，由於受到卡特里娜颶風的影響，學校全面停課。雖然建築本身沒有倒塌或嚴重損毀，但設施被洪水浸泡，因此2005年秋大學停課，新生只能通過網絡來完成入學手續。2006年1月9日重新開課，91%的學生再次回到了大學。 同年4月10日，校長凱文·懷爾茲（Kevin Wm. Wildes）發起災後重組計劃以減少學校開支，結果一些學術項目和崗位被裁撤。

## 外部連結
- 官方網站 （页面存档备份，存于）
- 官方體育網站 （页面存档备份，存于）